# 阿拉什部落
阿拉什是哈萨克汗国小玉兹的古老部落。它是巴彦乌尔（富有儿子）联盟十二部落之一。这联盟的口号是阿拉什，部落中人口600000人，占整个汗国人口的16.2%。他们有三十五个氏族，阿拉什也是所有哈萨克人的祖先，也是哈萨克骑兵的战斗口号，传说他是红狮汗的儿子

## 起源
阿拉什有人说他们源于乃蛮与哈尔吉，也有人说他们源于奄蔡，他们与大玉兹的阿勒班有关。在未有哈萨克汗国前，人们用阿拉什称呼哈萨克人。

## 分布
1801年，小玉兹的布克依汗带了一些阿拉什人在乌拉尔河成立内帐。